# Kia
Кија моторс корпорација (кореј. 기아 주식회사), или само Кија (кореј. 기아, стилизовано као KIɅ), је други по величини јужнокорејски произвођач аутомобила, иза Хјундаија. Седиште фабрике се налази у Сеулу и део је Хјундаи мотор групе (Hyundai Kia Automotive Group).

## Историја
Корејска фабрика се у почетку бавила производњом челичних цеви и делова за бицикле да би касније прешла и на производњу лакших облика превоза као што су скутери и мотоцикли. Требало им је око две деценије да сакупе неопходне ресурсе и искуство за производњу аутомобила. Уложена је велика количина новца у изградњу прве фабрике Sohari Plant у граду Gwangmyeong у Јужној Кореји, која је покренута 1973. године. Постала је база за производњу првог бензинског мотора са унутрашњим сагоревањем. Годину дана касније произведен је први модела који се звао Кија Бриса. Са Пежоом и Фијатом су постигли споразум о заједничкој производњи модела као што су Пежо 604 и Фијат 132.
Током осамдесетих година Кија је достигла величину свог највећег конкурента Хјундаија, који је ипак и даље био први међу корејским произвођачима. Неки од модела као што је Pride продавани су изван Кореје, а на неким тржиштима и као Форд фестива. Неколико година касније Форд се заинтересовао за још један модел под називом Avella, која је преименована у Ford Aspire за северно-америчко тржиште.
Кија је 1992. године ушла на америчко тржиште са мрежом од само четири дилера, а прво возило су продали 1994. године. Главна стратегија продаје је била ниска цена која је касније надограђена експанзијом на другим тржишним сегментима кроз представљање првог СУВ модела Спортиџ 1995. године. Након тога Кија је доживела сличну судбину као и Хјундаи због финансијских тешкоћа у које су упали. Проблеми су започели крајем деведесетих година када компанија почиње да стагнира и не избацује нове моделе. Тада их преузима Хјундаи и спајањем решава конкуренције. Обе компаније су биле у проблемима са продајом и имале су слична искуства. Након реорганизације Кија је поново покренула производњу нових модела 2001. године, са високим квалитетом и дужим трајањем гаранције. Започели су освајање европског тржишта са моделим као што су сид, соренто, рио и соул.

## Галерија
- Kia Rio
- Kia Ceed
- Kia Venga
- Kia Soul
- Kia Optima
- Kia Sportage
- Kia Sorento